# Masih Alinejad
 Masoumeh "Masih" Alinejad-Ghomi ( persisk: مسیح علی‌نژاد , født 11. september 1976 i Ghomikola, Babol) er en iransk amerikansk journalist, forfatter og politisk aktivist. Alinejad arbejder i øjeblikket som producent hos VOA Persian Service, korrespondent for Radio Farda, en hyppig bidragyder til Manoto- tv og en bidragende redaktør til IranWire .
Alinejad er kendt for sin kritik af iranske myndigheder. Hun bor nu i eksil i New York City, og har vundet adskillige priser, herunder en menneskerettighedstildeling fra UN Watchs i 2015 ved Genève-topmøde for menneskerettigheder, Omid Journalism Award fra Mehdi Semsar Foundation og en "Highly Commended" AIB Media Excellence Award . 

## Karriere
Alinejad blev født som Masoumeh Alinejad, men bruger fornavnet "Masih", som er titlen på Jesus fra Nazareth i islam og kristendom. Alinejad var politisk aktiv fra en ung alder, og blev arresteret i 1994 for at producere brochurer kritiske for regeringen. Alinejad begyndte sin karriere i journalistik i 2001 med Hambastegi og arbejdede derefter for Irans Labour News Agency (ILNA). Aviser, herunder Shargh , Bahar , Vaghaye, Ettefaghiye, Ham-Mihan og Etemad Melli , har også udgivet hendes artikler. I 2005 skrev hun en artikel, der tyder på, at regeringsministrene havde hævdet, at de modtog lønnedskæringer, mens de faktisk modtog betydelige sum penge som "bonusser". Artiklen genererede en masse kontroverser og førte til hendes afskedigelse fra parlamentet, hvor hun på daværende tidspunkt arbejdede.  
I 2008 skrev hun en meget kontroversiel artikel i Etemad-e Melli kaldet "Dolphins Song", hvor hun sammenlignede Mahmoud Ahmadinejads tilhængere til sultne delfiner, der laver lyde og udfører underholdende handlinger for at få fat i et stykke mad fra deres træner. Nogle betragtede artiklen som meget offensiv over for præsidenten og folket, og til sidst måtte Mehdi Karroubi , direktør for avisen, undskylde artiklen. 
I sommeren 2009 forsøgte Alinejad under sit ophold i USA at lave et interview med Barack Obama. Hun blev imidlertid afvist, selv om hun havde fået visum baseret på at skulle interviewe Obama. Hendes visum udløb, og hun måtte vende tilbage til England. I USA deltog hun i nogle iranske protester og holdt en tale i San Francisco, hvor hun sagde, mens hun henvendte sig til Irans regerings myndigheder: "Vi har skælvet i tredive år, nu er det din tur til at ryste ." Hendes interview med Voice of America blev vist sammen med dele af de videoer, hun havde lavet, kaldet "A Storm of Fresh Air". I 2010 etablerede hun og en gruppe iranske forfattere og intellektuelle grundlaget for "IranNeda". Efter præsidentvalget i Iran i 2009 offentliggjorde hun en roman kaldet "En grøn dato". 
Alinejad gennemførte eksamen i 2011 i kommunikation, medier og kultur fra Oxford Brookes University . 

### "My Stealthy Freedom"
I 2014 lancerede Alinejad My Stealthy Freedom (også kendt som Stealthy Freedoms of Iranian Women), en Facebook-side, der inviterer iranske kvinder til at sende billeder af sig selv uden en hijab. Siden tiltrak hurtigt international opmærksomhed, og har fået hundreder af tusinder af likes. 
I 2015 gav Genève-topmødet for menneskerettigheder og demokrati, som blev drevet af UN Watch, hende prisen for kvinders rettigheder til at "give stemme til de stemmeløse og røre menneskets samvittighed for at støtte de iranske kvinders kamp for grundlæggende menneskerettigheder, frihed og lighed ". 
Alinejad har sagt, at hun ikke er imod hijaben, men mener, at det bør være et spørgsmål om personligt valg. I Iran risikerer kvinder, der optræder offentligt uden at bære en hijab, at blive arresteret. 

### Kampagne mod kvindernes skakmesterskab
I 2016 lancerede Alinejad en boykotkampagne mod kvinders skakmesterskab, afholdt i februar 2017 i Teheran, Iran.  Kampagnen blev ansporet af Nazi Paikidze, en georgisk amerikansk skakspiller. Paikidze nægtede at deltage i verdensmesterskabet i Teheran, fordi den iranske lov krævede, at spillerne bar hijab. Alinejad støttede handlingen og skrev sammen med Asra Nomani i Washington Post. 
Boykotten fik stærk kritik fra nogle iranske feminister og kvindelige skakspillere mod Alinejad. De fleste kritikere argumenterede for, at boykotten var modproduktiv og skadede de iranske kvinder, der havde kæmpet for at få tilladelse fra den iranske regering til at deltage i professionel sport. Andre fandt aspekter af " Hvid Frelserisme " i kampagnens sprog og indramning.  

### Møde med Trump-administrations embedsmænd
I februar 2019 mødtes Masih Alinejad med Donald Trump-regeringens administrationsmedarbejder Mike Pompeo .  Statssekretæren for den amerikanske statssekretær Robert Palladino sagde statssekretær Pompeo "takkede fru Alinejad for hendes mod og fortsatte engagement".  Alinejad sagde, at de mødtes i 35 minutter og sagde: "Mange iranere ønsker en ende på den islamiske republik". 
Journalist Azadeh Moaveni har hævdet, at Trump-administrationen har udnyttet Irans feministiske bevægelse, og specifikt betegnet Alinejad som en fremtrædende leder. 